# Podatek wielofazowy
Podatek wielofazowy nazywany jest inaczej podatkiem kumulatywnym. Zasadą podatku wielofazowego jest opodatkowanie produktu za każdym razem, gdy jest on podmiotem transakcji. Taka technika nadaje podatnikowi trzy cechy:
1. Podatek taki obejmuje jednocześnie wielokrotnie dany produkt, dlatego też nazywany jest obciążeniem kaskadowym[2]
2. Jest to podatek kumulatywny, wiąże się z każdą kolejną transakcją i obciąża za każdym razem całkowitą wartość produktu.
3. Musi być to podatek lekki, o niskich stawkach, ponieważ wielokrotnie obciąża on ten sam produkt

Zaletą tego systemu jest utrudnianie oszustw podatkowych oraz brak problemów z określeniem producenta.